# Фридль, Франц Р.
Франц (Рене) Фридль, нем. Franz (René) Friedl, псевдоним — Жак Рене, нем. Jacques Renée (30 мая 1892, Оберкаппель, Верхняя Австрия — 5 декабря 1977, Эссен) — австрийский и немецкий композитор и дирижёр.

## Биография
Родился 30 мая 1892 года в Обекаппеле в семье бондарей Иоганна и Франциски Фридль, урождённой Боксляйтнер. В юном возрасте у него проявился музыкальный талант. Его учителями были Карл Флеш и Гуго Каун. Научившись играть на скрипке, стал одним из лучших скрипачей-виртуозов своего времени. Ещё подростком давал концерты за границей, но уже в 16 лет у него на руках развился тендинит. Это профессиональное заболевание с годами настолько обострилось, что ему пришлось закончить карьеру скрипача и концертмейстера. Однако он продолжал заниматься музыкой в качестве композитора и дирижёра оркестра Берлинского радио. В 1932 году участвовал в написании музыки к фильму Фрица Ланга «Завещание доктора Мабузе». В кино Третьего рейха стал одним из самых востребованных композиторов. В 1940 году написал музыку к антисемитскому пропагандистскому фильму «Вечный жид», в 1942 году — к агитфильму «Мы едем в Германию».
Его музыкальный стиль настолько понравился министру пропаганды Йозефу Геббельсу, что в 1942 году он был назначен музыкальным редактором киножурнала «Немецкое еженедельное обозрение». В этом качестве придал кинохронике типичное звучание, которое Геббельс часто называл «стальным романтизмом».
С 1948 по 1951 год работал на восточногерманской киностудии ДЕФА, затем переехал в Западную Германию.
Умер в Эссене 5 декабря 1977 года.

## Фильмография
- 1932 Завещание доктора Мабузе
- 1933: Von Gemsen und Steinböcken
- 1933: Aus der Heimat des Elchs. Tierbilder aus den finnischen Wäldern
- 1933: Affenstreiche
- 1933: Kraftleistungen der Pflantzen
- 1933 Rivalen der Luft[4]
- 1934: Von Königsberg bis Berchtesgaden
- 1934: Besuch im Karzer
- 1934 Wilhelm Tell
- 1934: Wunderbauten aus Chinas Kaiserzeit. Bilder aus Peking
- 1934 Schloß Hubertus[5]
- 1934: Von Schwarzkitteln und Schauflern
- 1935 Frischer Wind aus Kanada
- 1935: Abessinien von heute – Blickpunkt der Welt (документальный)
- 1935: Stützen der Gesellschaft
- 1935: Im Lande Widukinds
- 1935 Die Heilige und ihr Narr
- 1935: Kater Lampe
- 1935: Jonny, haute-couture
- 1936 Flitterwochen
- 1936 Annemarie, the story of young love
- 1937: Spreehafen Berlin (документальный)
- 1937: Kamerajagd auf Seehunde
- 1937: Im Reiche Arelat
- 1938 Es leuchten die Sterne[5]
- 1938: Das Ehesanatorium
- 1938 Liebelei und Liebe
- 1938: Altes Herz geht auf die Reise
- 1938 Rätsel der Urwaldhölle[6]
- 1938: Vom Hauswirt und Mieter auf dem Meeresgrund
- 1938 Der Edelweißkönig
- 1939: Petri Heil! Fischerleben in deutschen Gauen
- 1939 Arinka[7]
- 1939 Das Ekel[5]
- 1940 Kampf um Norwegen
- 1940 Вечный жид
- 1941: Rügen
- 1941: Der Neusiedler See (короткометражный документальный)
- 1941: Dorfheimat
- 1942: Wir fahren nach Deutschland
- 1942: Geheimnisvolle Moorwelt (короткометражный документальный)
- 1943: Volksleben am Rande der Sahara (короткометражный документальный)
- 1943: Welt im Kleinsten (короткометражный документальный)
- 1944: Der unsichtbare Schlagbaum
- 1945 (UA 1950) Ruf an das Gewissen[2]
- 1949 Quartett zu fünft
- 1950 Leben aus dem Teich
- 1950 Bürgermeisterin Anna[8]
- 1951: Berlin kommt wieder
- 1951: Die Brunnen von Berlin
- 1951 Zugverkehr unregelmäßig[3]
- 1951 Es geht nicht ohne Gisela[2]
- 1957 Kanaillen[2]

## Избранные произведения
- Blaue Mondnacht am Amazonas, бразильский фокстрот // Tanzorchester Erhard Bauschke (Gr. 10704 / 7477 1/2 GR (1937)[9]
- Tanz der Masken, балет-фантазия для большого оркестра[10]
- Prolog, для большого оркестра[10]
- Tänzerisches Capriccio, для оркестра[10]
- La Danza // Фриц Вундерлих, незабываемый тенор (1969)

## Избранные аудиозаписи Фридля-дирижёра
- Бетховен. Симфония № 3 // Berlin Symphony Orchestra (1952)[11]
- Брамс. Симфония № 3 // Berlin Symphony Orchestra (1953)[11]
- Брамс. Симфония № 4 // Berlin Symphony Orchestra (1954)[12]